# Синиця Юрій Миколайович
Юрій Миколайович Синиця (нар. 22 серпня 1993, Харків) — український волейболіст, пасувальник (зв'язуючий) національної збірної.

## Життєпис
Народжений 22 серпня 1993 року в м. Харкові.
Був гравцем студентської збірної України, яка брала участь в Універсіаді 2015 і виборола срібні нагороди. Після розірвання угоди з російським «Югрою-Самотлором» (Нижньовартівськ) протягом певного часу був без клубу.
Зріст — 194 см або 195 см.
Одружений.

### Досягнення
- срібний призер Золотої Євроліги 2023